# Cantonul Reims-2
Cantonul Reims-2 este un canton din arondismentul Reims, departamentul Marne, regiunea Champagne-Ardenne, Franța.

## Comune
- Reims (parțial)